# Happy Town
Happy Town è una serie televisiva statunitense, costituita da 8 episodi: i primi 6 sono stati trasmessi dal 28 aprile al 16 giugno 2010 dal canale americano ABC, mentre gli ultimi due sono stati pubblicati soltanto sul sito ufficiale della rete il 1º luglio successivo. Creata da Josh Appelbaum, Andre Nemec e Scott Rosenberg.

## Trama
Dodici anni fa, iniziò a scomparire una persona ogni anno per sette anni; sono ormai cinque anni che non accade più una cosa del genere nella cittadina di Haplin, in Minnesota.
La tranquillità di questi ultimi anni, ha spinto le persone a soprannominare la cittadina Happy Town, ovvero la città felice; purtroppo tutto è destinato a cambiare.
La scomparsa delle sette persone fu attribuita a uno sconosciuto psicopatico, soprannominato "l'uomo magico", ma non fu mai trovato e lo sceriffo cercò d'insabbiare il tutto. Ora a Haplin c'è stato un omicidio ed è scomparsa una donna, così i cittadini iniziano a pensare che l'uomo magico sia tornato in cerca di vendetta. Lo sceriffo Tommy Conroy assume il controllo della situazione e comincia a indagare, sospettando i suoi amici e i suoi vicini; così la vita tranquilla degli ultimi anni inizia a cambiare. Intanto, in città arriva una nuova ragazza, che cerca risposte sulla sua famiglia.

## Episodi
| Stagione       | Episodi | Prima TV originale | Prima TV Italia |
| -------------- | ------- | ------------------ | --------------- |
| Prima stagione | 8       | 2010               | 2010            |